# Crunchyroll
Crunchyroll és un lloc web estatunidenc, així com una comunitat en línia internacional centrada en la transmissió de mitjans d'Àsia. Fundada el 2006 per un grup d'estudiants de la UC Berkeley, el canal Crunchyroll de distribució i el programa d'associació ofereix un contingut a més de cinc milions de membres de la comunitat en línia a tot el món. Crunchyroll és finançat per Venrock.

## Història
Crunchyroll va iniciar el 2006 com a lloc web amb finalitats de lucre de càrrega de vídeos i streaming relacionats amb Àsia oriental. Alguns dels continguts allotjats a Crunchyroll són fansubs il·lícits d'Àsia oriental, o bootlegs de les versions d'anime oficials dels EUA. Va ser allotjat il·legalment sense el permís dels titulars de drets o de qualsevol equip de fansub responsable. No obstant això, Crunchyroll va respectar la DMCA i elimina el contingut amb copyright quan ho sol·licita el titular del dret.
El 2008, Crunchyroll va assegurar una inversió de capital de $4,05 milions de dòlars de capital de risc de Venrock. La inversió va ser criticada pels distribuïdors d'anime i els propietaris de les llicències de Bandai Entertainment i Funimation; tot i això, el lloc va continuar permetent als usuaris carregar còpies il·legals dels títols llicenciats.
No obstant això, Crunchyroll finalment va començar a assegurar acords de distribució amb empreses legals, incloent-hi Gonzo, per a un creixent nombre de títols. El 8 de gener de 2009, després d'anunciar un acord amb TV Tòquio per allotjar els episodis de Naruto Shippuden, Crunchyroll va declarar que estava compromès a eliminar tot el material il·legal del seu lloc, per a l'allotjament únic de continguts dels quals tenia drets legals de distribució.
El 2010, Crunchyroll va anunciar que havia adquirit els drets per a un DVD d'Amèrica del Nord, Cinc centímetres per segon (Byōsoku Go Senchimētoru). Es tracta del primer llançament en DVD amb llicència de Crunchyroll.
El 13 d'abril de 2012, Crunchyroll llança la seva pàgina web en espanyol enfocada per a la seva audiència a Amèrica Llatina. Per al seu llançament inicial van estar disponibles els episodis de: Naruto Shippūden, Sket Dance, Bodacious Space Pirates, Rikōdā to Randoseru, Area no Kishi, Fate/Zero, Sengoku Collection, Saki: Episode of Side-A, Shirokuma Cafe, NARUTO Spin-Off: Rock Lee & His Ninja Pals, Haiyore! Nyaruko-san, Furusato Saisei: Nippon no Mukashi Banashi, Hiiro no Kakera, Space Brothers, Upotte!!, Yurumates, OZMA, Kimi to Boku 2, Nazo no Kanojo X, Kuroko no Basket, i Tsuritama. Al catàleg també es troben sèries com Hajime no Ippo, Bleach i Gintama.
El 2013, va donar un abast gratificant: va adquirir sèries que estan en emissió, com One Piece, Hunter X Hunter, Saint Seiya Omega i Toriko. A més de la nova versió Crystal de la coneguda sèrie Sailor Moon.
A finals de 2016 van aconseguir adquirir les llicències de Fullmetal Alchemist Brotherhood, Dragon Ball Super, a més d'emetre la sèrie Elfen Lied amb doblatge per a Hispanoamèrica.
L'agost de 2017 va anunciar que algunes de les seves properes sèries d'anime que entressin al catàleg comptarien amb diferents doblatges, incloent-hi l'espanyol llatinoamericà, començant amb Rokka no Iūsha, Yamada-kun to 7-nin no Majo i Schwarzes Marken les quals es van estrenar el novembre de 2017.
El 2022 va distribuir a Espanya la pel·lícula Bola de Drac Super: el Superheroi, que va ser el primer producte audiovisual que porta en català aquesta empresa. El juliol de 2023 la va incloure a la seva plataforma digital.